# 키르기스스탄의 문화

2019년 키르기스스탄에서 움직이는 말 떼

키르기스스탄의 문화는 소수 민족과 문화가 광범위하게 혼합되어 있으며 키르기스인이 대다수이다. 일반적으로 40개의 키르기즈 부족이 있는 것으로 간주된다. 이는 깃발 중앙에 40개의 광선을 띤 노란색 태양으로 상징된다. 태양 내부의 선은 각 부족의 유르트를 나타낸다고 하며, 키르기스스탄의 지배적인 종교는 수니파 이슬람 (91%)이다. 나머지 러시아인은 러시아 정교회를 믿고 있다.

## 언어
구 소련의 중앙아시아 공화국으로는 러시아어와 키르기스스탄어의 두 공용어로 시작된 것은 키르기스스탄이 유일하다. 1997년까지 상업 및 정부가 사용하는 모든 공용어로서 후자를 공용어로 만들기 위한 공격적인 포스트 소비에트 캠페인이 설립되었다. 러시아어는 지금도 널리 쓰이고 있으며 키르기스스탄어를 사용하는 사람이 아닌 대부분의 비키르기스스탄인들은 강제 키르기스스탄화에 적대적이다.
키르기스스탄은 문맹률(99%)이 높아 모든 국민을 교육하는 전통이 강하다. 하지만 소련의 의욕적인 교육제도 개혁은 재원 부족이 걸림돌이다. 9학년까지는 등교가 의무화되어 있습니다. 키르기스스탄은 점점 교육에 이용되고 있다. 러시아어에서 키르기스스탄으로의 이행은 교과서 부족으로 방해받고 있다. 러시아어가 제2언어로 존속할지, 영어가 언어로 대체될지는 아직 정확히 알 수 없다.

## 인구통계
1992년 키르기스스탄 인구는 민족 53%, 러시아 22%, 우즈베키스탄 14.5%, 타타르 1.9%, 우크라이나 0.5%로 추정되며 중국계 이슬람교도 인구는 단간족(1%)으로 알려져 있으며 독일인의 작은 커뮤니티이다. 몇 가지 잠재적인 정치적 중요성 중에는 위구르족이 있습니다. 키르기스스탄에서는 3만6000여 명에 불과했지만 이웃 카자흐스탄에는 18만5000여 명이 살고 있었다. 위구르족은 키르기스스탄 북동부에 위치한 중국 신장 위구르 자치구 인구의 대부분이기도 하다. 인구는 약 2400만 명이다.

## 문학 작품
마나스는 키르키스스탄에서 전해지는 구전 서사시이자 서사시의 시조 영웅의 이름이다. 50만 줄에 가까운 이 시는 호메로스의 오디세이아보다 20배 더 길며 세계에서 가장 긴 서사시 중 하나이다. 전통에 따르면 키르기즈 독립을 수호하기 위해 9세기에 중국인과 칼믹족에 맞서 싸운 마나스와 그의 후손 및 추종자들의 공적을 자세히 설명하는 애국적인 작품이다.

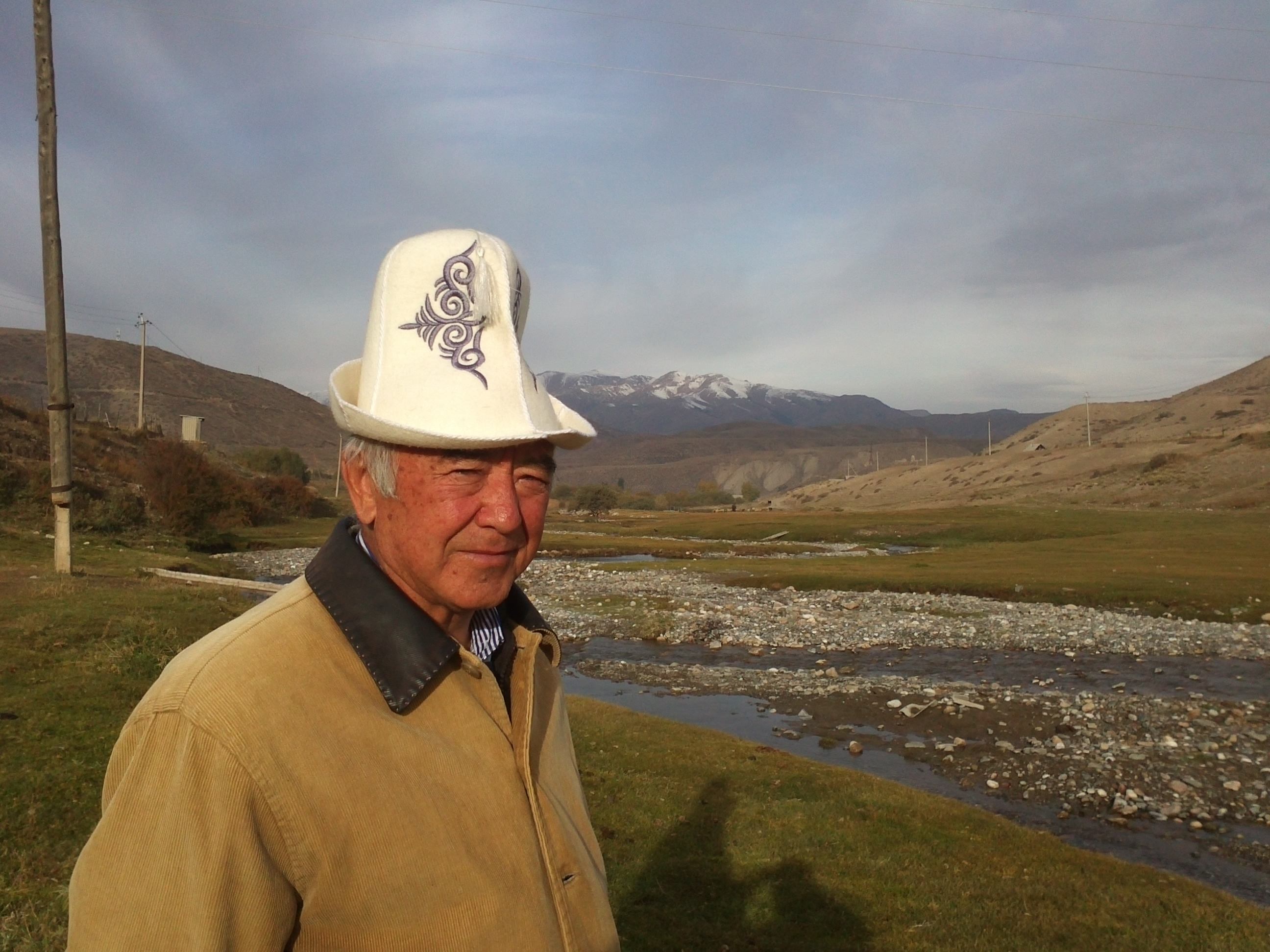
On-Archa 마을 지역에 있는 그의 고향인 Echki-Bashy에 있는 저명한 키르기스스탄 작가 Kenesh Jusupov. 나린 지구, 나린 지역, 키르기스스탄. 2012년 10월 4일.

친기스 아이트마토프는 종종 키르기스스탄의 국민 작가로 불린다. Kenesh Jusupov 와 Kasymaly Jantöshev 도 저명한 키르기스스탄 작가이다. Jantöshev의 소설 Kanybek 은 키르기스스탄에서 가장 인기있는 소설 중 하나로 간주된다.

## 섬유

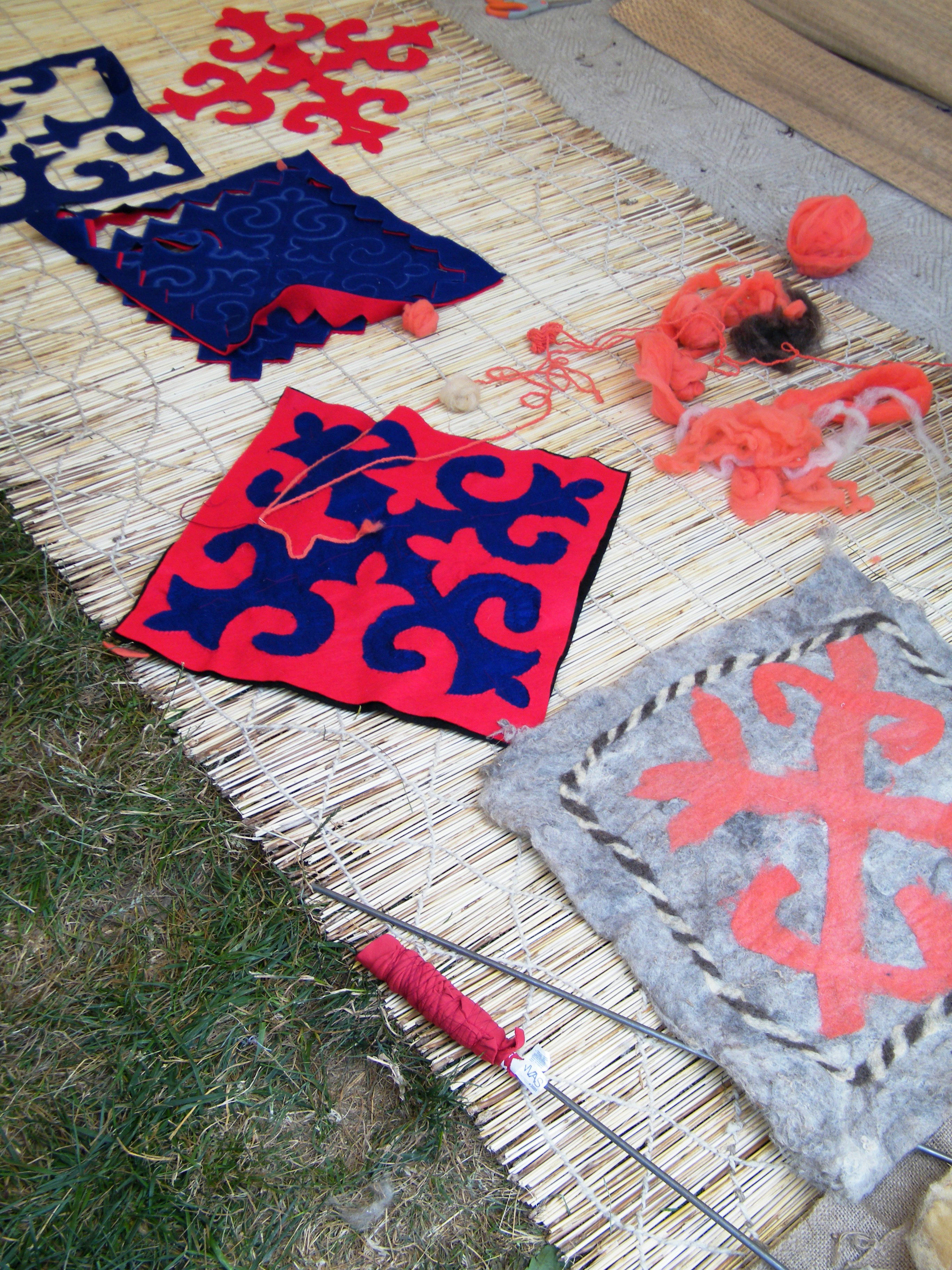
키르기즈 펠트 러그

키르기즈 여성들은 주로 현지 양털로 만든 펠트로 다양한 직물을 생산한다. 오늘날 고대 패턴은 관광 및 수출 시장에 적용되지만 모든 유르트와 대부분의 주택에는 손으로 만든 카펫이나 쉬르닥 이라고 하는 펠트 러그가 포함되어 있다는 점에서 여전히 살아있는 전통이다.
터시 키즈는 키르기스스탄과 카자흐스탄에서 전통적으로 아들이나 딸의 결혼을 기념하기 위해 노인 여성이 만든 크고 정교하게 수 놓은 벽걸이이다.
칼팍스는 키르기스스탄 국민 모자이며 거의 항상 펠트로 만들어진다.
색상과 디자인은 키르기스 전통과 시골 생활을 상징하도록 선택되었다. 꽃, 식물, 동물, 양식화된 뿔, 국가적 문양, 키르기스스탄 생활의 상징 등이 화려하고 화려한 자수에서 흔히 볼 수 있다. 디자인에는 작업 완료 시 아티스트가 날짜를 기입하고 서명하는 경우가 있으며, 완료하는 데 몇 년이 걸릴 수 있다. 터시 키즈는 부부의 결혼 침대 위의 유르트에 걸려 있으며 키르기즈 전통에 대한 자부심을 상징한다.
xxx라는 플랫 쿠션,  일반적으로 그림자 쌍으로 만들어진다. 이것들은 좌석을 채우는 모든 의자에서 볼 수 있다.

## 요리
키르기스스탄의 요리는 이웃 국가의 요리와 여러 면에서 유사하다. 전통 키르기즈 음식은 양고기와 말고기, 다양한 유제품 을 중심으로 전개된다. 요리 기술과 주요 재료는 이 나라의 유목민 생활 방식의 영향을 많이 받았다. 따라서 대부분의 요리 기술은 식품의 장기 보존에 도움이 된다. 양고기 (양고기)는 가장 좋아하는 고기이지만 많은 키르기즈인들이 정기적으로 그것을 살 여유가 없다.
키르기스스탄에는 다양한 국적과 다양한 요리가 있습니다. 비슈케크, 오시, 잘랄아바트 및 카라콜과 같은 대도시에서는 다양한 국가 및 세계 각국의 요리를 찾을 수 있다. 길과 마을에서 요리는 기름이나 양의 지방으로 맛을 낸 표준 키르기스 요리인 경향이 있으며, 이는 지역 주민들이 맛있고 건강하다고 생각한다.
필라프( paloo )는 키르기스스탄의 국민 요리이다. 녹차는 국민 음료로 간주된다.

## 전통
불법이지만 여전히 행해지는 것은 신부 납치의 전통이다.

## 같이 보기
- 키르기스스탄의 미디어
- 키르기스스탄의 음악
- 키르기스스탄의 LGBT 권리 (게이 권리)
- 키르기스스탄의 이슬람
- 키르기스스탄의 기독교
- 키르기스스탄에서 스카우트
- 베르그탈
- 키르기스스탄 관광

## 참조
- 한드라한, 로리. 2004. “여성 사냥: 키르기스스탄의 신부 납치.” International Feminist Journal of Politics, 6:2(6월), 207–233.
- 클라인바흐, 러셀. "키르기즈 공화국에서 합의되지 않은 신부 유괴의 빈도." 중앙 아시아 연구 국제 저널. Vol 8, No 1, 2003, pp 108–128.
- ——, Mehrigiul Ablezova 및 Medina Aitieva. "결혼을 위한 납치(ala kachuu) 키르기즈 마을." 중앙아시아 조사. (2005년 6월) 24(2), 191–202.